# Cuconeștii Noi, Edineț
Cuconeștii Noi este satul de reședință al comunei cu același nume  din raionul Edineț, Republica Moldova.

## Demografie

### Structura etnică
Structura etnică a satului conform recensământului populației din 2004:
| Grup etnic         | Populație | % Procentaj |
| ------------------ | --------- | ----------- |
| Ucraineni          | 1068      | 51,35%      |
| Moldoveni / Români | 963       | 46,3%       |
| Ruși               | 40        | 1,92%       |
| Găgăuzi            | 5         | 0,24%       |
| Bulgari            | 1         | 0,05%       |
| Alții              | 3         | 0,14%       |
| Total              | 2080      | 100%        |